# Zwiegriff

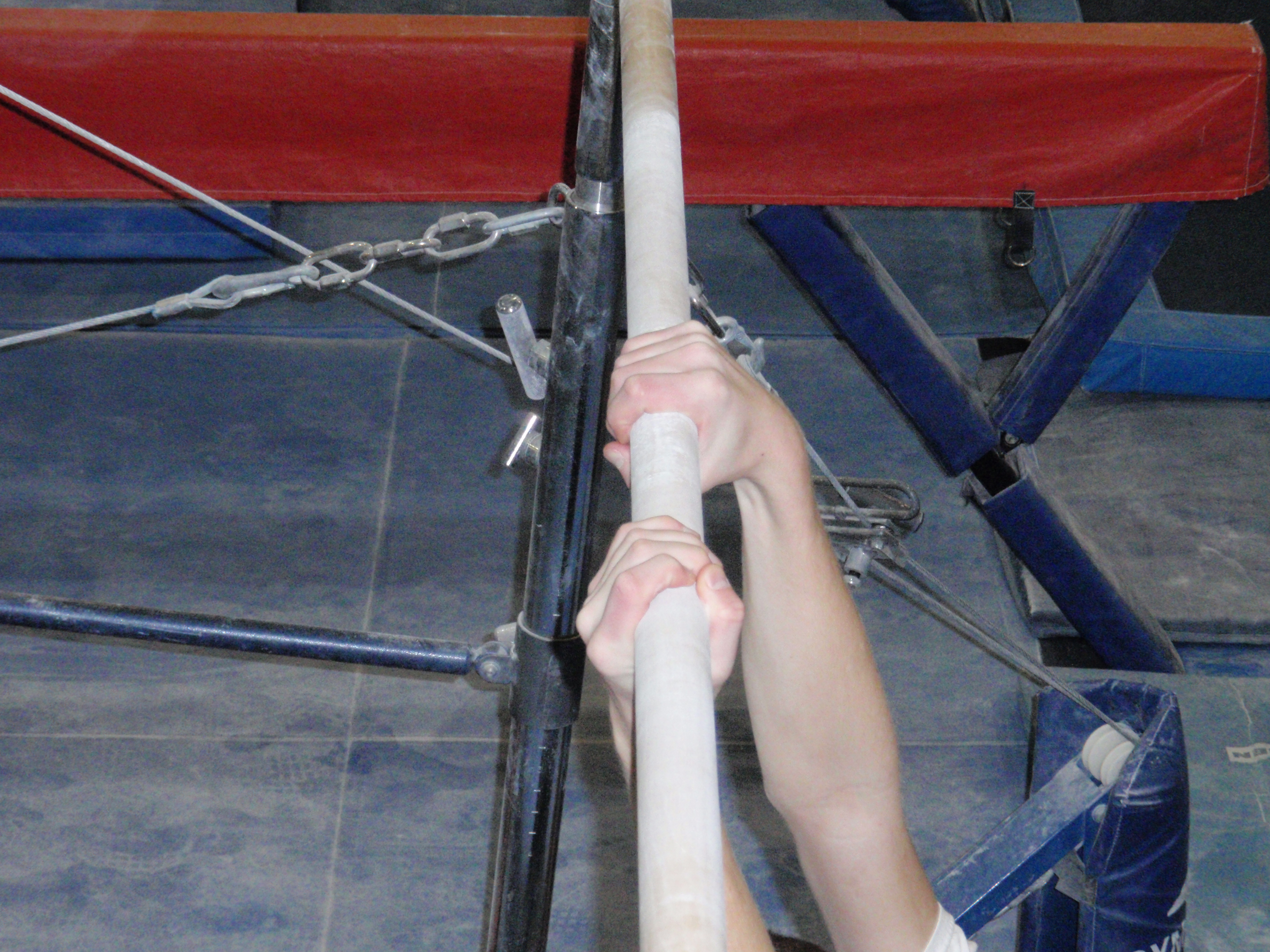
Der Zwiegriff am Reck

Der Zwiegriff (oder auch Mixgriff) ist eine im Gerätturnen verwendete Griffart, die eine Kombination aus Ristgriff und Kammgriff ist.
Eine Hand des Turners oder der Turnerin hält dabei den Holm (beim Barren) oder die Stange (beim Reck) im Kammgriff, während die andere diese im Ristgriff umfasst. Der Griff wird oft speziell beim Reckturnen angewandt, da dadurch eine Drehung des Körpers um die Längsachse eingeleitet werden kann.
Ebenfalls bekannt ist der Begriff Zwiegriff im Ringen. Seit einer Regeländerung im Jahr 2005 wird der Zwiegriff bei einem Punktegleichstand beider Ringer am Ende einer jeden Runde vom Mattenleiter verordnet.